# City National Arena
Die City National Arena ist eine Eissporthalle und Sitz der Vegas Golden Knights (National Hockey League) im Vorort Summerlin der US-amerikanischen Stadt Las Vegas, der größten Stadt im Bundesstaat Nevada. Die Trainingshalle der „Golden Knights“ wurde am 18. September 2017 eröffnet und ist auch Heimspielstätte der UNLV Rebels (NCAA-Eishockey), der Las Vegas Jesters aus der Mountain West Hockey League und der Junior Golden Knights. Direkt neben der Eishalle liegt der Las Vegas Ballpark, Heimat der Baseballmannschaft der Las Vegas Aviators.